# Croton repens
Croton repens là một loài thực vật có hoa trong họ Đại kích. Loài này được Schltdl. mô tả khoa học đầu tiên năm 1846.